# Östra Laxtjärnen, Lappland
Östra Laxtjärnen är en sjö i Arvidsjaurs kommun i Lappland och ingår i Skellefteälvens huvudavrinningsområde. Östra Laxtjärnen ligger i Vittjåkk-Akkanålke Natura 2000-område. Sjöns area är 0,04 kvadratkilometer och den befinner sig 574 meter över havet.